# I Heard It Through the Grapevine
«I Heard It Through the Grapevine»  — знаковая в истории Motown Records песня, написанная Норманом Уитфилдом и Барреттом Стронгом в 1966 году. Впервые записана и издана в качестве сингла группы «Smokey Robinson & the Miracles».
После этого песня была записана и 25 сентября 1967 года выпущена Gladys Knight & the Pips. 30 октября 1968 года вышел сингл Марвина Гэя, который записал свой вариант песни даже раньше The Pips. В его исполнении сингл 14 декабря занял первую строчку национального чарта продаж Billboard Hot 100 и не опускался с неё до февраля 1969 года, став тем самым рекордсменом среди соул-хитов 1960-х по продолжительности пребывания на первом месте.
В 1969 году свой кавер записала американская группа Rustix, в 1970 году кавер-версию хита записала рок-группа Creedence Clearwater Revival, в 1971 - нидерландская певица Maggie MacNeal, в 1979 - британской рок-группой The Slits, в 1980 в исполнении группы P'Zazz записана funk-версия, в 1983 диско-версию этой песни записал Terence Morris (aka TeeRoy Morris), в 1986 - немецкий проект с названием She, в 1987 - вымышленная группа The California Raisins (Buddy Miles, Ellis Hall, Howard McCrary, Howard Smith, Leslie Smith),  в 1988 - George Aaron спел её в стиле italo-disco, в 1989 - хип-хоп версия в исполнении Hell Razor, в 1996 г. это сделало германское трио Soultans и многие другие исполнители в разное время. В 2004 году версия Марвина заняла 80 место в списке 500 величайших песен всех времён по версии журнала Rolling Stone, а в 2014 — 46-е в списке 500 величайших песен всех времён по версии журнала New Musical Express. Она была включена в «Зал славы Грэмми» за «историческое, художественное и сущностное» значение.